# Max Versé
Max Versé (* 15. März 1877 in Krefeld; † 31. August 1947 in Marburg) war ein deutscher Pathologe und Professor an der Universität Marburg.
Er studierte Medizin in Bonn, Leipzig und Jena und promovierte 1903 an der Universität Leipzig. 1907 folgte die Habilitation für Allgemeine Pathologie und Pathologische Anatomie an der Universität Leipzig. 1913 bis 1918 war er ao. Professor in Leipzig. 1918 bis 1923 leitete er das Pathologische Institut am Krankenhaus Westend in Berlin und war zugleich Leiter der Sozialhygienischen Akademie. Seit 1923 war er Prof. für allgemeine Pathologie an der Universität Marburg. Dort war er 1930/31 Rektor der Universität und 1932/33 Dekan.
Er unterzeichnete das Bekenntnis der Professoren an den deutschen Universitäten und Hochschulen zu Adolf Hitler im November 1933. Ab 1934 war er Förderndes Mitglied der SS und gehörte auch dem NS-Lehrerbund sowie der NSV an.
1930 wurde er zum Mitglied der Leopoldina gewählt.

## Publikationen (Auswahl)
- Über die Entstehung, den Bau und das Wachstum der Polypen, Denome und Karzinome, Leipzig 1908.
- Das Problem der Geschwulstmalignität, Leipzig 1914.
- Das Problem des Krebses, Marburg 1930.
- Die nicht tuberkulösen chronischen Infektionskrankheiten der Lunge und des Brustfells, Berlin 1931.